# Nigel Worthington
Pour l’article homonyme, voir Worthington.
Nigel Worthington (né le 4 novembre 1961 à Ballymena, Irlande du Nord) est un footballeur nord-irlandais. Il fut sélectionneur national de l'Irlande du Nord de juillet 2007 à octobre 2011.
Son poste de prédilection était arrière gauche. 
Il a connu 66 sélections avec l'équipe d'Irlande du Nord entre 1984 et 1997. Il a notamment disputé la coupe du monde 1986 au Mexique.

## Palmarès

### Joueur
- Avec le Ballymena United :
  - Vainqueur de la Coupe d'Irlande du Nord en 1981.

- Avec le Sheffield Wednesday :
  - Vainqueur de la Coupe de la Ligue anglaise en 1991.

### Entraîneur
- Avec Norwich City :
  - Champion de Championship en 2004.

## Statistiques détaillées
| Blackpool       | 8 juillet 1997  | 23 décembre 1999 | 134 | 44  | 34  | 56  | 32,84 | 25,37 | 41,79 |
| Norwich City    | 4 décembre 2000 | 2 octobre 2006   | 280 | 114 | 62  | 104 | 40,71 | 22,14 | 37,14 |
| Leicester City  | 11 avril 2007   | 25 mai 2007      | 5   | 2   | 0   | 3   | 40,00 | 0     | 60,00 |
| Irlande du Nord | 1er juin 2007   | 11 octobre 2011  | 40  | 9   | 10  | 21  | 22,50 | 25,00 | 52,50 |
| Total           | Total           | Total            | 459 | 169 | 106 | 184 | 36,82 | 23,09 | 40,09 |